# Xenosaurus newmanorum
Xenosaurus newmanorum е вид влечуго от семейство Крокодилови гущери (Xenosauridae). Видът е застрашен от изчезване.

## Разпространение и местообитание
Разпространен е в Мексико.
Обитава скалисти райони, гористи местности, планини и възвишения в райони с тропически климат.

## Описание
Популацията на вида е намаляваща.